# Code 8 (film, 2019)
Pour les articles homonymes, voir Code 8.
Série
Code 8
(2016) Code 8 : Partie II
(2024)
Pour plus de détails, voir Fiche technique et Distribution.
Code 8 est un film canadien réalisé par Jeff Chan et sorti en 2019.
Il s’agit du remake de son propre court métrage du même nom (2016), en tant que coscénariste et réalisateur.

## Synopsis
4% de la population sont nés avec des pouvoirs surnaturels. Ils sont malheureusement victimes de discriminations et sont traqués sans relâche. Connor Reed, jeune ouvrier de 26 ans possédant lui aussi des pouvoirs, se défend contre la force de police militarisée après avoir commis un petit délit. Il est recruté par Garrett Kelton, un trafiquant de drogue possédant un don de télékinésie, pour mettre fin à un dangereux réseau de criminels.

## Fiche technique
Sauf indication contraire, les informations mentionnées dans cette section peuvent être confirmées par la base de données cinématographiques IMDb,  présente dans la section « Liens externes ».
- Titre original et français : Code 8
- Réalisation : Jeff Chan
- Scénario : Chris Pare, d’après l’histoire de Jeff Chan
- Direction artistique : Andrea Kristof
- Décors : Chris Crane
- Costumes : Bernadette Croft
- Photographie : Alex Disenhof
- Montage : Paul Skinner
- Musique : Ryan Taubert
- Production : Jeff Chan
- Coproduction : Chris Pare
- Production déléguée : Robbie Amell et Stephen Amell
- Société de production : Colony Pictures
- Sociétés de distribution : XYZ Films (Canada) ; Entract Films[1] (Québec)
- Pays de production :  Canada
- Langue originale : anglais
- Format : couleur
- Genre : thriller, science-fiction
- Durée : 98 minutes
- Dates de sortie :
  - Espagne : 3 octobre 2019 (festival international du film de Catalogne)
  - Québec : 6 décembre 2019[1]
  - Canada : 13 décembre 2019
  - France : 14 janvier 2020[2] (vidéo à la demande)

## Distribution
Sauf indication contraire, les informations mentionnées dans cette section peuvent être confirmées par la base de données cinématographiques IMDb,  présente dans la section « Liens externes ».
- Robbie Amell (VF : Anatole de Bodinat ; VQ : Gabriel Lessard) : Connor Reed
- Stephen Amell (VF : Sylvain Agaesse ; VQ : François-Xavier Dufour) : Garrett Kelton
- Sung Kang (VF : Damien Ferrette) : l’agent Park
- Greg Bryk (VF : Sébastien Desjours ; VQ : Gilbert Lachance) : Marcus Sutcliffe
- Peter Outerbridge : Cumbo
- Kari Matchett (VF : Juliette Degenne ; VQ : Nathalie Coupal) : la mère de Connor
- Laysla De Oliveira : Maddy
- Alex Mallari Jr. : Rainer
- Shaun Benson : Dixon
- Aaron Abrams (VF : Laurent Larcher ; VQ : Frédérik Zacharek) : l’agent Davis
- Kyla Kane (VF : Alice Taurand) : Nia
- JaNae Armogan : la réceptionniste de l’hôpital
- Jeff Sinasac : l’officier Kuwabara

 Source et légende : version française (VF) sur RS Doublage
 Source et légende : version québécoise (VQ) sur Doublage.qc.ca

## Production

### Développement
En 2016, Robbie et Stephen Amell présentent un court métrage Code 8 de dix minutes, qui en a fait une telle bande-annonce au profit d’un long métrage. Cherchant 200 mille dollars, le collecte de fonds Indiegogo révèle rapidement 1 million de dollars et siège actuellement à plus de 2 millions de dollars.

### Attribution des rôles
En mars 2016, Stephen Amell confirme sa présence en tant qu’acteur principal dans le long métrage aux côtés de son cousin Robbie Amell.
Le 8 juin 2017, on apprend que Kari Matchett est engagée pour le film. Le 12 juin, l’actrice Laysla De Oliveira est également embauchée. Le lendemain, c’est au tour de Greg Bryk.

### Tournage
Le tournage débute le 1er juin 2017 à Toronto, en Ontario.

### Musique
Albums de Ryan Taubert
Score
(2017) American Exit
(2019)
La musique du film est composée par Ryan Taubert, dont la bande originale est sortie le 13 décembre 2019 chez Milan Records.
Liste de pistes
1. Drifting (4:11)
2. Lincoln City (2:27)
3. Collapse (3:26)
4. Forbidden Contract (3:30)
5. This Day (3:03)
6. Psyke (5:32)
7. We Built This City (3:30)
8. Hunted (5:21)
9. Intention (2:04)
10. Unseen (3:28)
11. Trick (3:22)
12. Third Street (8:05)
13. Breach (6:40)
14. Origins (5:09)

## Accueil

### Festival et sortie
Le film est sélectionné et présenté en hors compétition le 3 octobre 2019 au festival international du film de Catalogne en Espagne. Le 13 décembre 2019, il est distribué dans les salles au Canada.

### Critiques
Sur Internet Movie Database, le film est plutôt positif avec une note de 6.3⁄10. Rotten Tomatoes lui attribue un taux d'approbation de 81 % pour 117 critiques collectées.

## Projet de série télévisée et suite
En décembre 2019, une série télévisée dérivée est annoncée avec Robbie et Stephen Amell, écrite par Chris Pare et réalisée par Jeff Chan, est en cours de développement dans la nouvelle société Quibi (en) à Los Angeles.
Le tournage de la suite, Code 8 : Partie II, débute en novembre 2021. Elle sort début 2024.